# Podunavlje
Podunavlje – wieś w Chorwacji, w żupanii osijecko-barańskiej, w gminie Bilje. W 2011 roku liczyła 1 mieszkańca.